# Själland (geologi)
| Paleogen 66 – 23 miljoner år före nutid | Paleogen 66 – 23 miljoner år före nutid | Paleogen 66 – 23 miljoner år före nutid | Paleogen 66 – 23 miljoner år före nutid |
| Period (System)                         | Epok (Serie)                            | Ålder (Etage)                           | Miljoner år sedan                       |
| --------------------------------------- | --------------------------------------- | --------------------------------------- | --------------------------------------- |
| Neogen                                  | Miocen                                  | Aquitaine                               | senare                                  |
| Paleogen                                | Oligocen                                | Chatt                                   | 28–23                                   |
| Paleogen                                | Oligocen                                | Rupel                                   | 34–28                                   |
| Paleogen                                | Eocen                                   | Priabona                                | 38–34                                   |
| Paleogen                                | Eocen                                   | Barton                                  | 41–38                                   |
| Paleogen                                | Eocen                                   | Lutetia                                 | 48–41                                   |
| Paleogen                                | Eocen                                   | Ypres                                   | 56–48                                   |
| Paleogen                                | Paleocen                                | Thanet                                  | 59–56                                   |
| Paleogen                                | Paleocen                                | Själland                                | 62–59                                   |
| Paleogen                                | Paleocen                                | Dan                                     | 66–62                                   |
| Krita                                   | Yngre krita                             | Maastricht                              | tidigare                                |

Själland eller Selandium är en geologisk tidsålder som varade för cirka 62–59 miljoner år sedan. Den utgör mellersta paleocen, under perioden paleogen. I Nordsjöområdet utgör gränsen mellan dantiden och själlandtiden en övergång från kalkrika lagerföljder till mer silikatrika lager, vilket anses hänga ihop med tektonisk höjning av Skottland och Shetland.
Åldern är uppkallad efter den danska ön Själland, som heter Selandia på latin. Namnet introducerades 1924 av den danske geologen Alfred Rosenkrantz, baserat på omfattande lagerföljder på ön från denna tidsålder. I Sverige finns däremot endast tunna lager från tidsåldern i Skåne, men dessa är ofta fossilrika. 